# (3812) Lidaksum
(3812) Lidaksum (1965 AK1) – planetoida z pasa głównego asteroid okrążająca Słońce w ciągu 5,66 lat w średniej odległości 3,17 j.a. Odkryta w Obserwatorium Astronomicznym Zijinshan 11 stycznia 1965 roku.